# 拉科尼亞命令
拉科尼亚命令（德語：Laconia-Befehl）是二战期间由纳粹德国海军将领卡尔·邓尼茨因拉科尼亞號事件而颁布的禁止救援盟军幸存者的命令。
在这一事件之前，德国海军的舰艇通常会接走被击沉的盟军船只中的幸存者。1942年9月，大西洋的西非海岸，德国舰艇—其中包括U-156、U-506和U-507—试图营救拉克尼亚号远洋轮船的幸存者，却遭到了美国飞机的狂轰滥炸，尽管事先已经通知盟军船上有获救的盟军士兵还有许多妇女和儿童。